# Newton Park

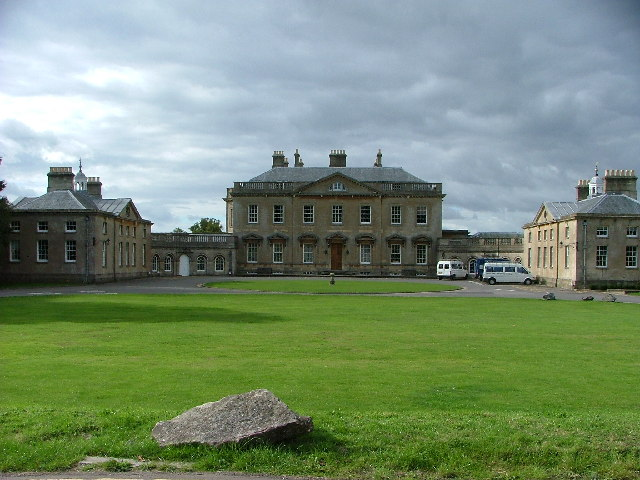
Newton Park

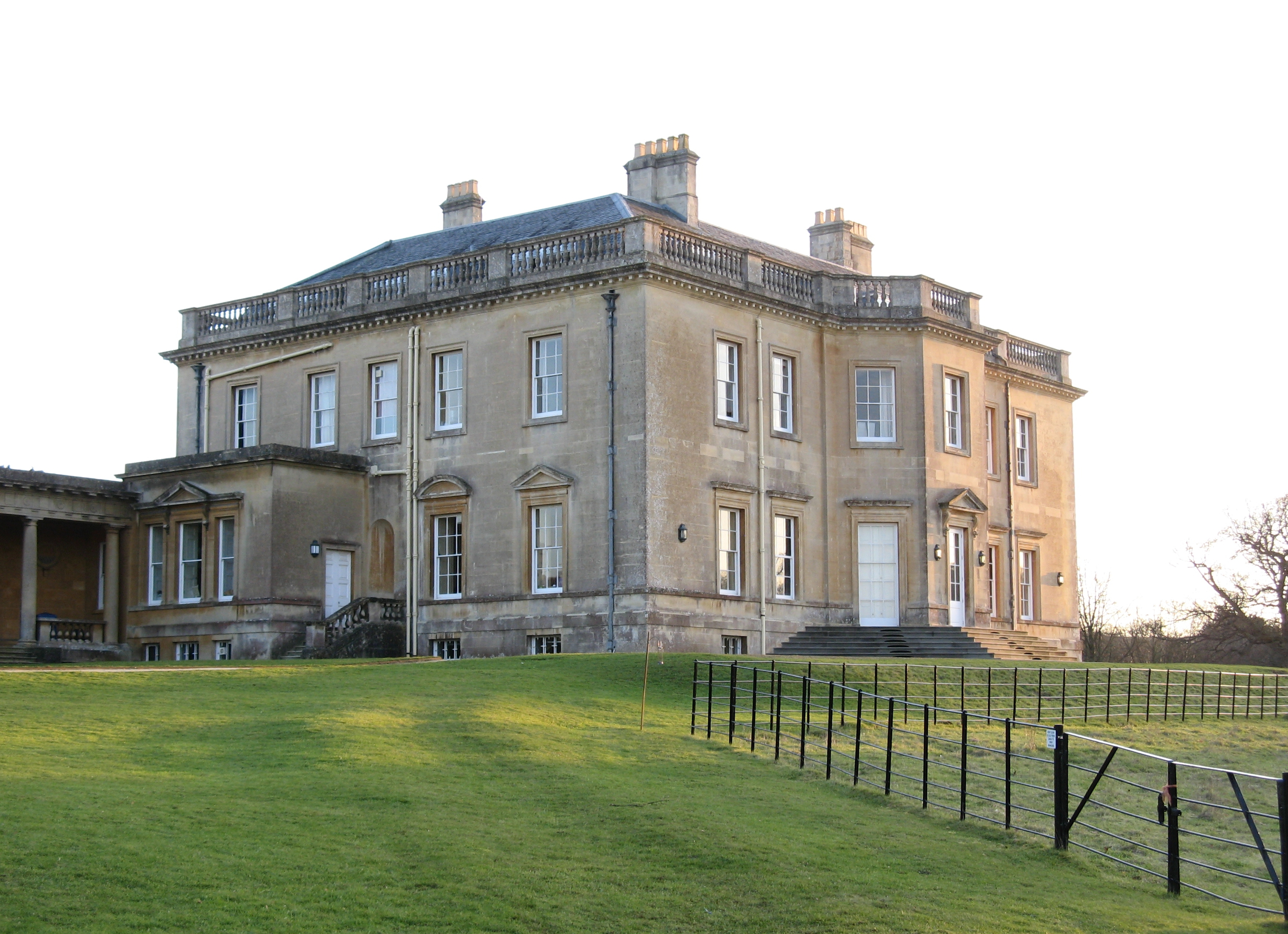
Newton Park von Norden

Newton Park ist ein Landhaus im Dorf Newton St Loe westlich von Bath in der englischen Grafschaft Somerset. Das von English Heritage als historisches Bauwerk I. Grades gelistete Haus ließ Joseph Langton 1762–1765 nach Plänen des Architekten Stiff Leadbetter errichten. Im Ersten Weltkrieg diente es als Rotkreuzhospital für Truppen aus Australien und Neuseeland. Heute ist dort Personal der Bath Spa University untergebracht.

## Anwesen und Park

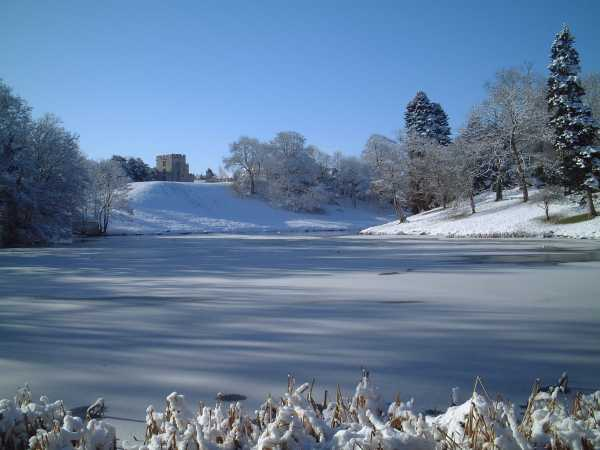
Der obere See in Newton Park

Auf dem Anwesen findet sich Landschaftspark, der von Capability Brown entworfen wurde und heute dem Herzogtum Cornwall gehört. Auf dem Gelände befinden sich die Ruinen des Newton St Loe Castle, Bauernhöfe aus elisabethanischer Zeit und verschiedene eingefriedete Gärten. Der Park ist heute auf einer Seite durch die Wells Road (A39) begrenzt, und reicht im Osten bis zu den Wohnstraßen des Dorfes Newton St Loe hinauf. Ein Teil des Parks ist an die Bath Spa University verpachtet, die das georgianische Landhaus und die Zierseen einschließlich des Newton St Loe Castle erhält. Der Park ist als historischer Garten II*. Grades gelistet. Der Corston Brook fließt durch den Westteil des Parks. Er ist terrassiert und besitzt mehrere Wehre, sodass zwei große, natürlich geformte Fischteiche geschaffen werden konnten. ½ Kilometer nördlich des Parks mündet der Bach in den Fluss Avon.
Gerade außerhalb der Nordostecke des Parks liegt The Globe, ein Pub an einem Kreisverkehr der Fernstraße A4. Dieses Pub hat English Heritage als historisches Bauwerk II. Grades gelistet. An einem Punkt am Rand des kleinen Wälder um die Nordgrenze des Parks beginnt die Fernstraße A39, die entlang der Westgrenze des Parks nach Süd-Südwesten und dann nach Westen bis nach Falmouth (Cornwall) führt.